# Lápites
Lápites o Lapito (en griego antiguo Λαπίθης, Lapithes) es un personaje de la mitología griega. Se lo considera el héroe epónimo, fundador y primer rey mítico de los lápitas, antigua tribu de Tesalia.
No se sabe si Diodoro se refiere a un mismo personaje o a dos diferentes, porque nos ofrece dos versiones de Lápites en sus obras, y tan solo los cita en una sucesión genealógica:
- En la primera versión Lápites es el origen común de lapitas y centauros, pueblos destinado a luchar en la centauromaquia. Según esta versión Lápites era hijo de Apolo y Estilbe, a su vez hija del dios fluvial Peneo y la náyade Creúsa. Dentro de esta familia también se encuentra su tío Hipseo, pero hermano de Lápites fue Centauro; este fue el antecesor de las tribus de los centauros.[1] Por su esposa Orsínome, hija de un tal Eurínomo, Lápites fue padre de una hija, Diomede, que casó con Amiclas de la estirpe espartana.[2] Pero Lápites también tuvo dos hijos, Forbante y Perifante,[1] y también otro más, Tríopas, de quien da una segunda filiación.[3][4]

- La segunda versión nos dice que Lápites era hijo de Eolo y nieto de Hípotes. Fue padre de Lesbo quien se desposó con la epónima Metimna, hija de Macareo, y luego dio su nombre a la isla.[5]